# Lake Murray (Oklahoma)
Der Lake Murray (Murray-See) ist ein 23 km² großer See im südlichen Oklahoma in der Nähe von Ardmore. Er ist nach dem Gouverneur von Oklahoma, William H. Murray (1869–1956), benannt. Er wurde durch den Aufstau des Anadarche Creek und des und Fourche Maline Creek geschaffen. Der See liegt vollständig innerhalb vom Lake Murray State Park, dem größten staatlichen Park Oklahomas, der über 51 km² relativer Wildnis bietet. Am Westufer befindet sich eine staatlich betriebene Lodge und ein Resort, das vielen Besuchern des Sees als Basis für zahlreiche Hütten und Campingplätze in der Nähe des Sees dient.
Am 12. Oktober 2001 wurde der Lake Murray State Park als erster staatlicher Park in Oklahoma in das National Register of Historic Places aufgenommen.

## Geschichte des Parks
Nach Angaben der Ada Evening News kam die Idee, an dieser Stelle einen See anzulegen, 1929 auf, als der Sekretär der Handelskammer von Ada (Oklahoma) George C. Gibbons das Gebiet inspizierte.
Er setzte sich mit dem U.S. Biological Survey in Verbindung, der einen Ingenieur und einen Biologen damit beauftragte, eine Vorstudie für die Schaffung eines Wildschutzgebietes mit einem See als Lebensraum für Wasservögel zu erstellen.
Auch Senator Elmer Thomas interessierte sich für den Vorschlag.
Thomas setzte sich dafür ein, dass der Kongress 250.000 Dollar für das Projekt bewilligte.
Die biologische Studie konnte ihren Bericht jedoch nicht rechtzeitig fertigstellen, bevor der Kongress sich vertagte.
William H. Murray (genannt „Alfalfa Bill“) wurde 1931 Gouverneur von Oklahoma und unterstützt den Vorschlag. Zu dieser Zeit war die Weltwirtschaftskrise in vollem Gange und hatte den Staat schwer getroffen. Murray erkannte, dass ein solches Projekt viele Menschen wieder in Arbeit bringen könnte, nicht nur für den Bau der Anlage, sondern auch langfristig für ihren späteren Betrieb.
Auf sein Betreiben hin bewillige die Legislative von Oklahoma am 10. April 1933 eine Summe von 90.000 Dollar für den Landerwerb von 40 km² (4.000 ha) in den Countys Carter und Love, dieser Betrag wurde später noch auf 150.000 Dollar aufgestockt.
Um das Land vollständig zu erwerben, genehmigte er außerdem die Einleitung von Enteignungsverfahren und die Bereitstellung von Hilfsgeldern zur Bezahlung von Arbeitern für die Rodung des stark bewaldeten Geländes im Gebiet des geplanten Seess.
Im darauf folgenden Jahr erwarb der National Park Service (NPS) weiter 2.11 Im darauf folgenden Jahr erwarb der National Park Service (NPS) 11 km² (1.100 ha), die an den Lake Murray State Park angrenzen, das erworbene Land wurde als Recreational Demonstration Area (RDA) ausgewiesen und Park und künstlicher See wurden nach William H. Murray, der von 1931 bis 1936 Gouverneur von Oklahoma war, benannt.
Das Civilian Conservation Corps (CCC) richtete zwei Camps ein, um das Lake Murray-Projekt zu unterstützen. Der Park wurde von E. J. Johnson entworfen, der später von 1935 bis 1940 als Parkaufseher wirkte.
Bei der Gestaltung der Strukturen und Einrichtungen wurde derselbe rustikale Stil des National Park Service verwendet, der zuvor im Yellowstone-Nationalpark, dem Yosemite-Nationalpark und dem Grand Canyon zum Einsatz gekommen war.
Die Lake Murray State Park Lodge wurde 1951 am Westufer des Sees als erste von sieben staatlichen Resort-Lodges eröffnet.
Im Jahr 2013 ermächtigte der Gouverneur des Bundesstaates das Department of Tourism, bis zu 15 Millionen Dollar für den Bau einer neuen Lodge im Lake Murray State Park auszugeben. Nach einer Reihe von Änderungen, Modernisierungen (und Kostenüberschreitungen) wurde die neue Lodge 2017 für schließlich über 30 Millionen Dollar fertiggestellt.

## Beschreibung des Parks
Der Lake Murray State Park ist der älteste und bis heute der größte staatliche Park des Bundesstaates Oklahoma. Die staatliche Legislative kaufte das Grundstück für den Park am 10. April 1933 für rund 90.000 Dollar.
Auf dem Höhepunkt der Wirtschaftskrise trafen sich 1933 die Arbeiter der Works Progress Administration (WPA) und des Civilian Conservation Corps (CCC) – zweier vom damaligen US-Präsidenten Franklin D. Roosevelt ins Leben gerufener Programme – auf dem ehemaligen Gelände der Chickasaw Nation, um mit dem Bau des Lake Murray State Parks zu beginnen.
Zur gleichen Zeit begannen die Arbeiter mit dem Bau eines schlossähnlichen Gebäudes, das später Tucker Tower genannt werden sollte.
Er wurde auf der Grundlage von Fotografien eines europäischen Schlosses gebaut, die der Senatsveteran Fred Tucker, ein örtlicher Abgeordneter, während des Ersten Weltkriegs aufgenommen hatte, weshalb der Turm nach ihm benannt ist.
Während der Bauarbeiten waren fast 17.000 Arbeiter für einen Tageslohn von 1,25 Dollar an dem Parkprojekt beschäftigt.
Der See wurde 1937 fertiggestellt und 1938 für die Öffentlichkeit zugänglich gemacht.
Die Arbeiten am Turm wurden jedoch 1935 eingestellt, weil die Bundesbeamten der Ansicht waren, dass die Fertigstellung des Projekts zu lange dauern und zu viel kosten würde.
Daher wurde der Turm ohne Fenster, Türen, Böden oder Decken der Öffentlichkeit und dem Wetter überlassen.
Angeln, Bootfahren und alle Wassersportarten sind am Lake Murray erlaubt.
Die Lake Murray Lodge bietet Gästezimmer und Suiten, Hütten, Tagungsräume, das Restaurant „The Apple Bin“ und einen Salon (Zimmer) (Parlor).
Zu den weiteren Aktivitäten gehören Bootfahren (inkl. Paddelbootfahren), Schwimmen, Angeln, Picknicks, Wandern, Radfahren und Rollerblading.
Zu den Sporteinrichtungen gehören weiter ein 18-Loch-Golfplatz mit Pro-Shop (Sportartikelgeschäft), Tennisplätze, ein Baseball-Platz, Softball-Felder, Badminton- und Volleyballnetze.
Weitergehören zu den Einrichtungen des Parks eine Landebahn (Lake Murray State Park Airport), ein Modell-Flugplatz (RC Flying Field) für Bastler (im Osten des Sees), ein Yachthafen mit Verleih, ein Schwimmbad, ein Badestrand, ein Reitstall, ein Minigolfplatz und ein Frisbee-Gelände.
Im Park befinden sich neun Campingplätze mit über 300 Stellplätzen und ungezählten Zeltplätzen, sie verfügen über Vollanschlüsse, Toiletten und Duschen.
Im Jahr 2011 berichtete der Sender National Public Radio (NPR), dass der Lake Murray State Park mit über 1,7 Millionen Besuchern der beliebteste State Park in Oklahoma ist und die meisten Einnahmen aus Aktivitätsgebühren erzielt. Einschließlich der Lake Murray Lodge nahm der Park im Jahr fast 3,2 Millionen Dollar ein.

### Beschreibung des Sees

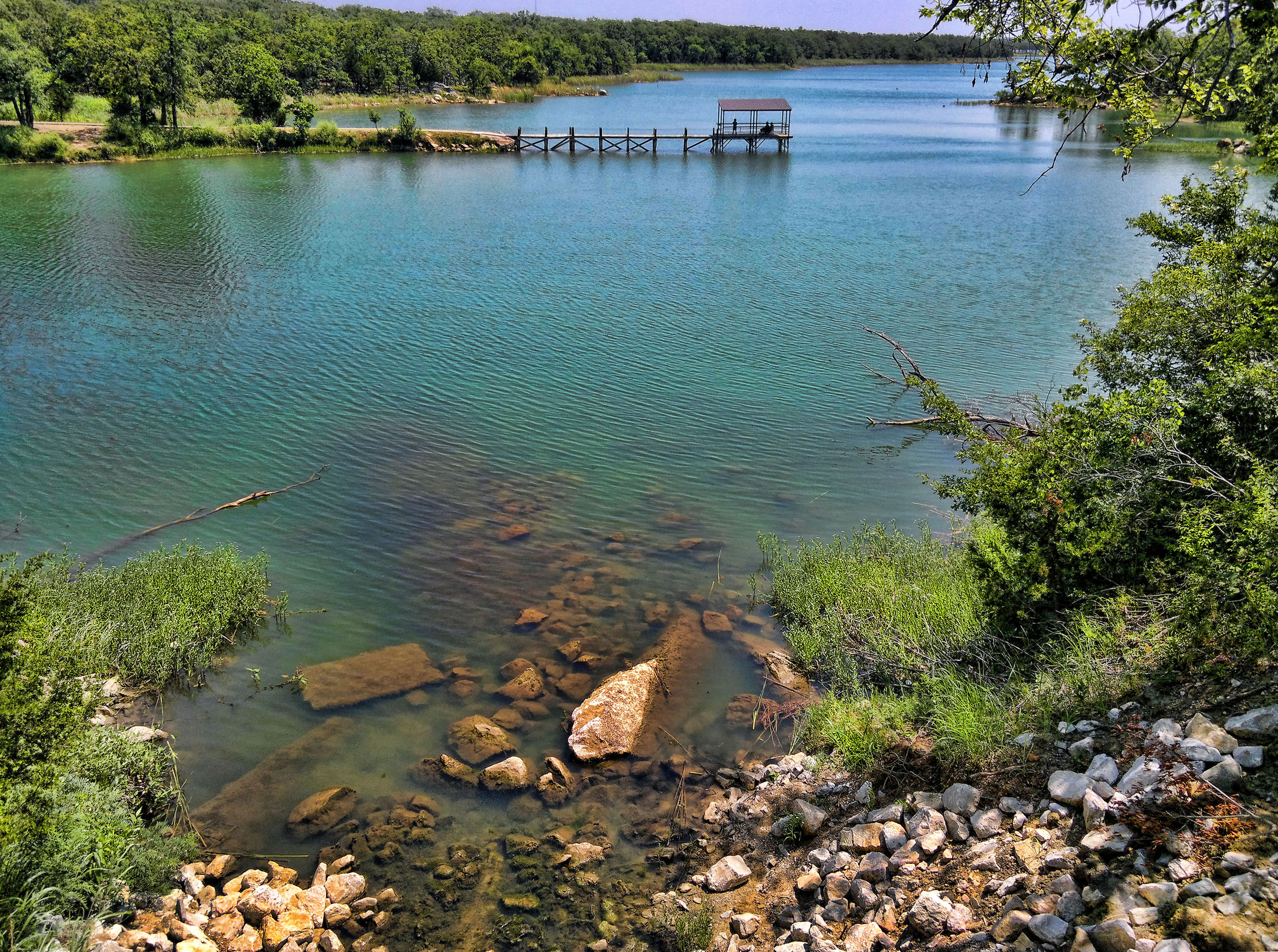
Angelplatz am Lake Murray

Der Lake Murray ist ein von Menschenhand geschaffener Stausee, der durch den Bau eines Damms im Gebiet des Anadarche und des Fourche Maline Creek entstand.
Er wurde in erster Linie für Erholungszwecke angelegt.
Der See hat eine Fläche von 23,18& km², eine Uferlinie von 67 Meilen (ca. 108 km) und ein Fassungsvermögen von 153.250 Acre-Feet (189,36 hm³). Der Baubeginn des Damms war 1935, die Fertigstellung 1937 fertiggestellt.
Die ursprünglichen Pläne für den Damm wurden von Ingenieuren des Oklahoma Agricultural & Mechanical College, der heutigen Oklahoma State University (OSU), entwickelt.
Der Damm ist ein Erddamm mit einem durch Erde und Felsen bedeckten Betonkern.
Das Bauwerk wurde am 5. März 1938 an den Staat übergeben.

### Tucker Tower (Lake Murray Nature Center)

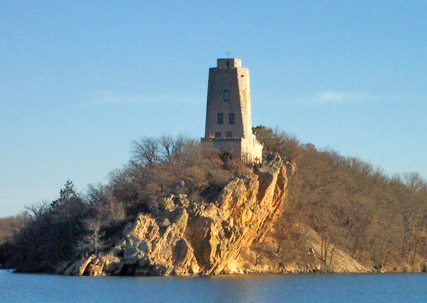
Tucker Tower, auf der Südwestseite des Lake Murray, von NW aus gesehen.

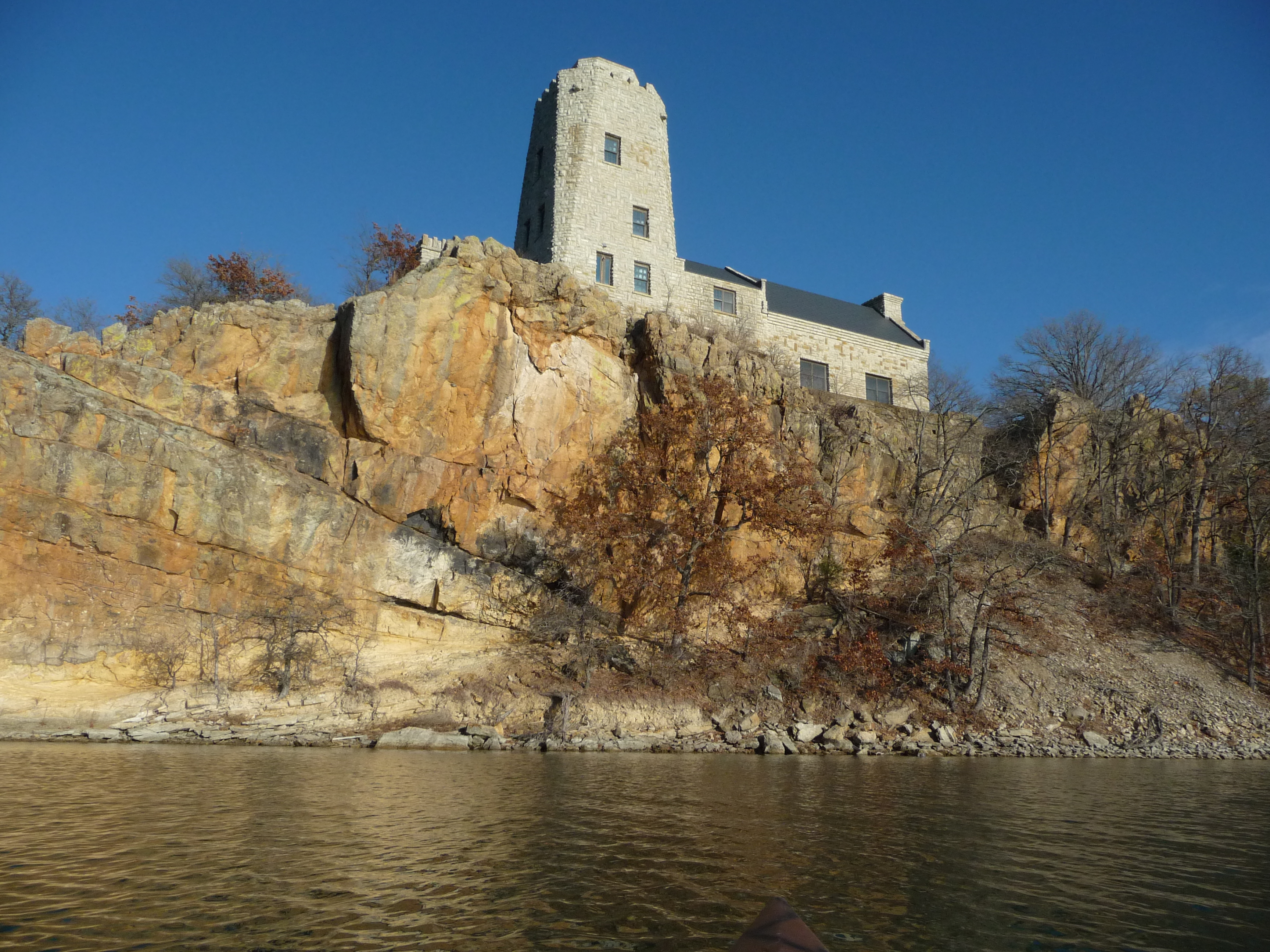
Tucker Tower, von SW aus gesehen.

Der Tucker Tower war ursprünglich als Sommerresidenz für den damaligen Gouverneur William H. Murray („Alfalfa Bill“) gedacht, als Gegenleistung für seine Bemühungen um den See und den State Park in Oklahoma. Der Entwurf basierte auf Fotos eines europäischen Schlosses, die Fred Tucker, ein Veteran des Ersten Weltkriegs und Senator des Bundesstaates Oklahoma, aufgenommen hatte und nach dem das Gebäude benannt wurde.
Es wurde aus Kalkstein gebaut, der im Park abgebaut wurde.
Der Turm ist fünf Stockwerke hoch und hat eine Aussichtsplattform auf der Spitze.
Es gibt daneben einen zweistöckigen Teil, der als Wohnbereich gedacht war.
Als 1935 die Zeit und das Geld knapp wurden, hatte man das Innere aber unvollendet gelassen.5.
Kein Gouverneur hat daher jemals dort übernachtet.
Der Turm blieb unvollendet, bis Jahre später der State Park Service einsprang und den Bau abschloss. Der Turmteil wurde mit Fußböden und einer Wendeltreppe versehen und der gesamte Komplex 1954 in ein geologisches Museum umgewandelt.
Von der Terrasse im ersten Stock reicht der Turm 65 Fuß (ca. 20 m) hoch in die Luft und bietet einen atemberaubenden Blick, der kilometerweit in alle Richtungen reicht.
Die Veranda selbst liegt etwa 60 Fuß (gut 18 m) über dem Wasserspiegel des Sees.
Der Turm verfügt über eine überdachte und zwei offene Terrassen.
Es gibt einen mit Bäumen und Blumen gesäumten Weg vom Parkplatz aus, mit einem Aussichtspunkt auf den See entlang des Weges und schattige Bänke, von denen aus man die Vögel und die Tierwelt beobachten kann.
Während des Sommers werden täglich zweimal verschiedene Programme angeboten.
Im Museum ist ein Meteorit ausgestellt, der in den 1930er Jahren auf dem Gelände des heutigen State Parks gefunden wurde. Der Meteorit ist nach wie vor im Turm ausgestellt, obwohl der Schwerpunkt der Einrichtung 1981 in ein Naturzentrum umgewandelt wurde.
Der Lake Murray Meteorit ist ein granularer Hexaedrit und der größte Meteorit seiner Art; er ist weltweit der fünftgrößte jemals gefundene Meteorit überhaupt. Nachdem er im Institute of Meteorites in New Mexico in zwei Hälften geteilt wurde, ermöglicht dies einen seltenen Blick in das Innere des 90 Millionen Jahre alten Objekts.
Der Meteorit ist aber nur eines der vielen Ausstellungsstücke im Tucker Tower Nature Center.
Zu den weiteren Ausstellungsstücken gehören der rekonstruierte Schädel und die versteinerten Knochen eines Mastodons, das etwa 35 Meilen (ca. 56 km) entfernt am Washita River gefunden wurde, dazu eine größere Sammlung von Tierschädeln sowie lehrreiche Ausstellungen über weitere Fossilien, die lokale Tierwelt (Insekten, Fische und Wildtiere) und Geologie (Gesteinsproben), die Geschichte des Lake Murray, die hier ansässigen Ureinwohner und die Legenden diese Gegend.
Nach einer umfassenden Renovierung wurde der Tucker Tower 2013 wiedereröffnet.
Die Renovierung schloss eine Erweiterung der Fläche um 370 m² (durch ein vorgelagertes Gebäude, „Lake Murray Nature Center“) mit ein und kostete etwa 3 Millionen Dollar, die aus dem Öl- und Gas-Treuhandfonds des Parks sowie durch öffentliche Spenden finanziert wurden.

### Eintrittspreise
Um den Rückstau bei der Instandhaltungs- und Verbesserungsmaßnahmen zu beheben, hat der Staat mit Wirkung vom 15. Juni 2020 eine Eintrittsgebühr für diesen (und 21 weitere Parks) eingeführt.

## Listung im National Register of Historic Places
Der Lake Murray State Park wurde als erster State Park in Oklahoma in das National Register of Historic Places (NRHP) aufgenommen, am 12. Oktober 2001 unter der Registriernummer NR 01001097.

## Anfahrt

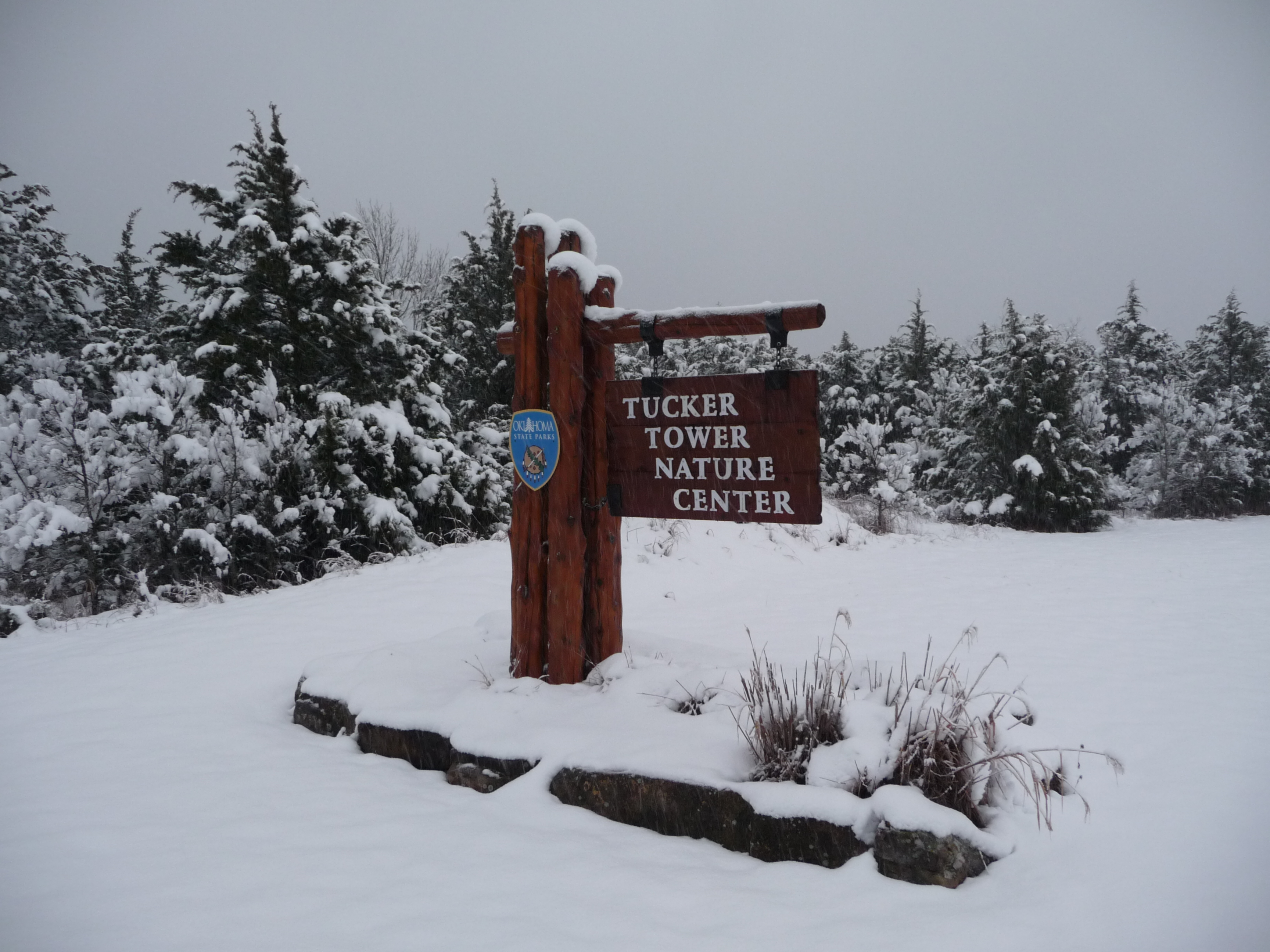
Hinweisschild zum Tucker Tower

Den See erreicht man über die Interstate 35, Ausfahrt 24, dann östlich 2 Meilen (ca. 3,2 km) auf dem Oklahoma State Highway 77S. Die 77S im Westen, die 77 im Osten und die US Highway 70 im Norden umschließen den See vollständig. Von dieser Ringstraße aus hat man hervorragenden Zugang zu allen öffentlichen Teilen des Sees und des Parks.